# Transmissió tèrmica

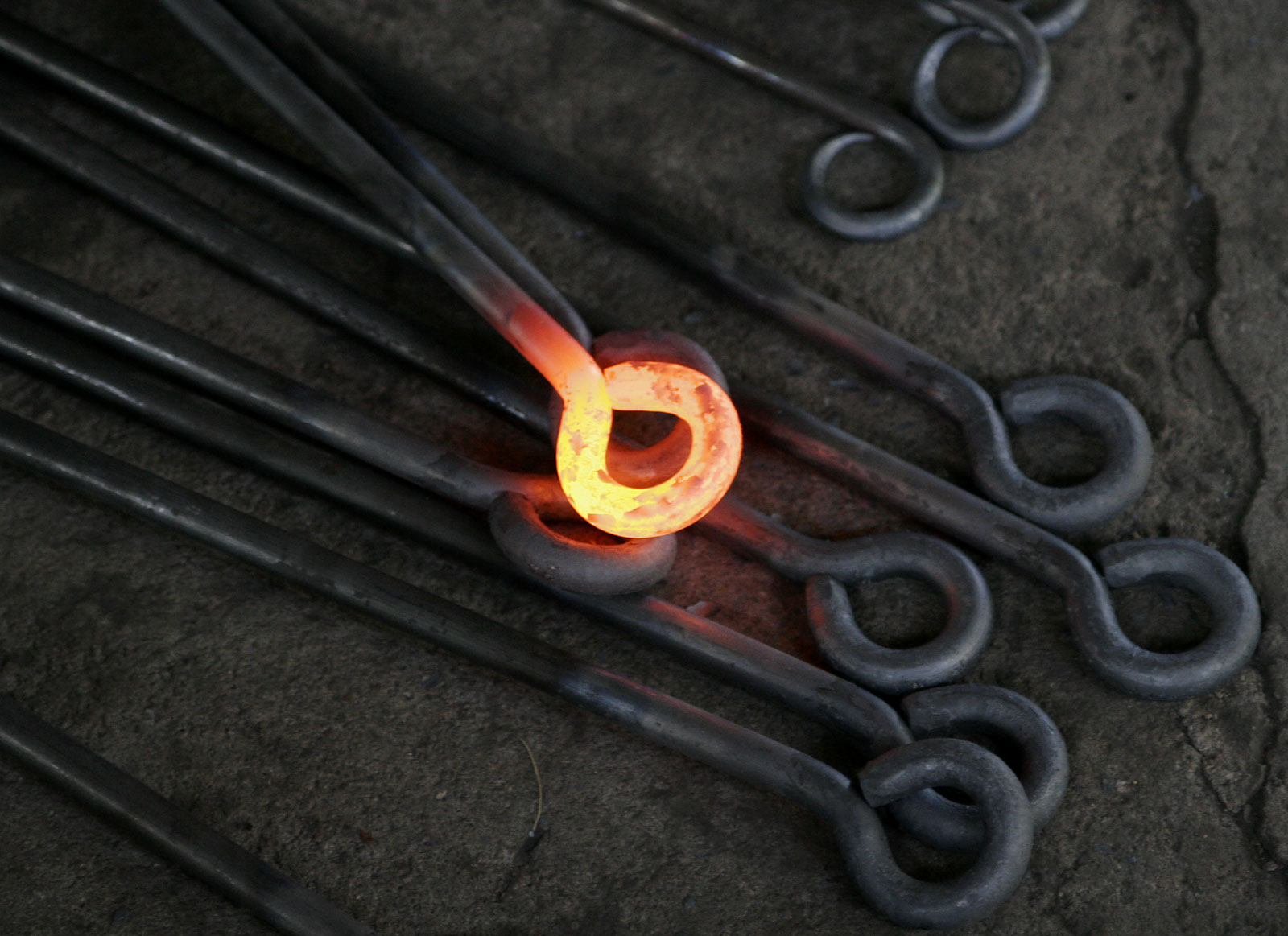
Una barra al roig viu transfereix calor a l'ambient principalment per radiació tèrmica i en menor mesura per convecció, car la transferència per radiació és i la convecció.

En física, la transmissió tèrmica és el pas d'energia tèrmica des d'un cos de major temperatura a un altre de menor temperatura. Quan un cos, per exemple un objecte sòlid o un fluid, està a una temperatura diferent de la del seu entorn o un altre cos, la transferència d'energia tèrmica, també coneguda com a transferència de calor o intercanvi de calor, es produeix de tal manera que el cos i el seu entorn assoleixin l'equilibri tèrmic. La transferència de calor es produeix des d'un cos més calent a un de més fred, com a resultat de la segona llei de la termodinàmica. Quan existeix una diferència de temperatura entre dos objectes en proximitat un de l'altre, la transferència de calor no es pot aturar; només pot fer-se més lenta.

## Descripció

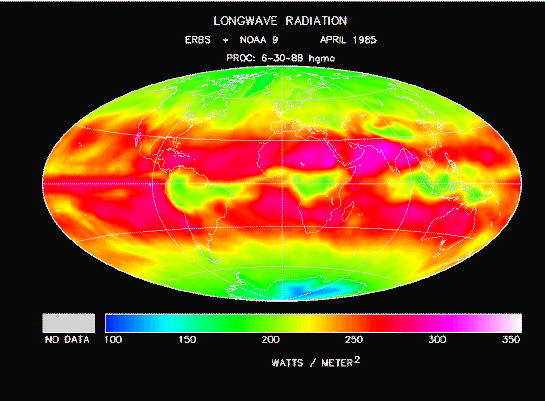
Radiació d'ona llarga de la Terra, dels núvols, l'atmosfera i la superfície.

La transferència de calor és l'energia intercanviada entre materials (sòlid/líquid/gas) com a resultat d'una diferència de temperatura. La energia lliure termodinàmica és la quantitat de treball que pot realitzar un sistema termodinàmic. La entalpia és un potencial termodinàmic, designat amb la lletra "H", que és la suma de la energia interna del sistema (U) més el producte de la pressió (P) i volum (V). Joule és una unitat per quantificar energia, treball o la quantitat de calor.
La transferència de calor és una funció de procés (o funció de ruta), a diferència de les funcions d'estat; per tant, la quantitat de calor transferida en un procés termodinàmic que canvia l'estat d'un sistema depèn de com passa aquest procés, no només de la diferència entre l'estat inicial i el final del procés.
La transferència de calor termodinàmica i mecànica es calcula amb el coeficient de transferència de calor, la proporcionalitat entre el flux de calor i la força motriu termodinàmica per al flux de calor. El flux de calor és una representació vectorial quantitativa del flux de calor mitjançant una superfície.
En contextos d'enginyeria, el terme "calor" es pren com a sinònim d'energia tèrmica. Aquest ús té el seu origen en la interpretació històrica de la calor com un fluid (calòric) que pot ser transferit per diverses causes, i això també és comú en el llenguatge dels llecs i de la vida quotidiana.
Les equacions de transport per a l'energia tèrmica de la (Llei de Fourier), moment mecànic (Llei de Newton per a fluids) i transferència de massa (lleis de difusió de Fick) són similars, i s'han desenvolupat analogies entre aquests tres processos de transport per facilitar la predicció de la conversió de qualsevol als altres.
L'enginyeria tèrmica es refereix a la generació, ús, conversió, emmagatzematge i intercanvi de transferència de calor. Com a tal, la transferència de calor està involucrada a gairebé tots els sectors de l'economia. La transferència de calor es classifica en diversos mecanismes, com conducció tèrmica, convecció tèrmica, radiació tèrmica, i transferència d'energia per canvis de fase.

## Termodinàmica
La Termodinàmica és la ciència que estudia la transferència de calor. Sempre que hi ha un gradient tèrmic en un sistema o es posen en contacte dos sistemes a diferents temperatures, es transfereix energia entre ells o les temperatures es mantenen constants punt a punt en el sistema. El compliment del primer principi de la termodinàmica i descartada la presència de treball amb l'exterior, la variació d'energia interna només pot ser deguda a calor, que és l'energia en moviment o en trànsit. El treball es manifesta pel moviment d‟un eix que inverteix una màquina sobre el sistema o el sistema l‟inverteix sobre la màquina.
Però els paràmetres només representaran magnituds si es disposa d'un dispositiu de mesura corresponen les condicions de flux a un estacionari o transitori. La termodinàmica, per tant, s'ocupa dels estats d'equilibri i en funció de les seves diferències de temperatures determina la quantitat d'energia transferida d'un estat a l'altre, però sense considerar el mecanisme de flux de calor. Els fenòmens de transport s'encarreguen d'estudiar els sistemes físics en què tenen lloc transferències o transports de propietats considerant els mecanismes de flux de calor i la velocitat de transferència de calor. L'abast de l'anàlisi termodinàmica és calcular els fluxos de calor, però no la velocitat de transferència de calor ni tampoc considerar els mecanismes per transmetre la calor, per això és que els fenòmens de transport tenen un camp d'estudi més ampli donat per l'especialització a la ciència.

## Tipus de transmissió tèrmica
Hi ha diferents tipus de transmissió de calor o tèrmica segons el mecanisme que s'utilitza per transmetre'l. Pot ser per conducció, per convecció o per radiació.

### Transmissió de calor per conducció
La transmissió de calor per conducció tèrmica és el mecanisme de transmissió de calor on l'energia es transmet mitjançant les col·lisions entre els àtoms i molècules dels sistemes en contacte tèrmic. És el mecanisme més habitual en els sòlids.

### Transmissió de calor per convecció
En la convecció hi ha un moviment macroscòpic de la matèria. Si prenem l'exemple d'un radiador, la convecció es produiria en el moment en què l'aire calent proper a ell pugés per la densitat més petita respecte de l'aire més fred dels voltants; així és com la calor es propaga per l'habitació.

### Transmissió de calor per radiació
Tots els cossos amb una temperatura per sobre del 0 absolut emeten radiació electromagnètica de manera espontània. Aquesta radiació s'anomena radiació tèrmica, ja que transmet calor. Aquesta radiació és infraroja per a les temperatures del nostre entorn i es va desplaçant cap al visible quan augmenta la temperatura. La transmissió de calor per conducció i per convecció necessiten matèria per produir-se, en canvi, la transmissió per radiació es pot transmetre en el buit, sense matèria. En moltes ocasions s'utilitzen els transmissors simultàniament.

## Aïllament i barreres de radiació
Els aïllants tèrmics són materials específicament dissenyats per reduir el flux de calor limitant la conducció, la convecció o ambdues. Les barreres de radiació són materials que reflecteixen la radiació, reduint així el flux de calor de fonts de radiació tèrmica. Els bons aïllants no són necessàriament bones barreres de radiació i viceversa. Els metalls, per exemple, són excel·lents reflectors però molt mals aïllants.
L'efectivitat d'un aïllant està indicada per la seva resistència (R). La resistència d'un material és l'invers del coeficient de conductivitat tèrmica (k) multiplicat pel gruix (d) de l'aïllant. Les unitats de la resistència són en el Sistema Internacional: (K·m²/W).

{\displaystyle {R}={d \over k},\qquad {C}={Q \over m\Delta T}}

La fibra de vidre rígida, un material aïllant utilitzat comunament, té un valor R de 4 per polzada, mentre que el ciment, un mal conductor, té un valor de 0,08 per polzada.
L'efectivitat d'una barrera de radiació està indicat per la seva reflectivitat, la qual és una fracció de la radiació reflectida. Un material amb una alta reflectivitat (en una longitud d'ona) té una baixa absortivitat i, per tant, una baixa emissivitat. Un reflector ideal té un coeficient de reflectivitat igual a 1, cosa que significa que reflecteix el 100% de la radiació entrant. D'altra banda, en el cas d'un cos negre, el qual té una excel·lent absortivitat i emissivitat de la radiació tèrmica, el seu coeficient de reflectivitat és gairebé 0. Les barreres de radiació tenen una gran aplicació en enginyeria aeroespacial; la gran majoria de satèl·lits utilitzen diverses capes aïllants aluminades que reflecteixen la llum solar, cosa que permet reduir la transferència de calor i controlar la temperatura del satèl·lit.

## Bescanviadors de calor
Un bescanviador de calor és un dispositiu construït per bescanviar eficientment la calor d'un fluid a un altre, tant si els fluids estan separats per una paret sòlida per prevenir la seva mescla, com si estan en contacte directe. Els bescanviadors de calor són molt utilitzats en refrigeració, condicionament d'aire, calefacció, producció d'energia, i processament químic. Un exemple bàsic d'un bescanviador de calor és el radiador d'un cotxe, en el que el líquid de radiador calent és refredat pel flux d'aire sobre la superfície del radiador.
Les disposicions més comunes de bescanviadors de calor són flux paral·lel, contra corrent i flux creuat. En el flux paral·lel, ambdós fluids es mouen en la mateixa direcció durant la transmissió de calor; contra corrent, els fluids es mouen en sentit contrari i en flux creuat els fluids es mouen formant un angle recte entre ells. Els tipus més comuns de bescanviadors de calor són de carcassa i tubs, de doble tub, tub extrudit amb aletes, tub d'aleta espiral, tub en U i de plaques.
Quan els enginyers calculen la transferència teòrica de calor en un bescanviador, han de comptar amb el fet que el gradient de temperatures entre ambdós fluids varia amb la posició. Per solucionar el problema en sistemes simples, sol utilitzar-se la diferència de temperatures mitjana logarítmica (DTML) com a temperatura 'mitjana'. En sistemes més complexos, el coneixement directe de la DTML no és possible i en lloc seu pot utilitzar-se el mètode de nombre d'unitats de transferència (NUT).

## Transferència de calor en ebullició
La transferència de calor en líquids en ebullició és complexa, però d'una importància tècnica considerable. Es caracteritza per una corba en forma de "S" en relacionar el flux de calor amb la diferència de temperatures en superfície (vegeu Kay i Nedderman 'Fluid Mechanics & Transfer Processes', CUP, 1985, pàg. 529).
A temperatures baixes de la superfície calefactada no es produeix l'ebullició i la taxa de transferència de calor està controlada pels mecanismes habituals d'una sola fase. A mesura que la temperatura de la superfície calefactada s'eleva, va produint-se ebullició localment i es comencen a formar bombolles de vapor (es diu que hi ha nucleació de bombolles de vapor), creixen cap al líquid circumdant més fred i col·lapsen. A altes taxes de nucleació de bombolles, les mateixes bombolles comencen a interferir en el procés de transferència de calor i aquesta transferència deixa d'elevar-se ràpidament amb la temperatura de la superfície calefactada (això és el departure from nucleate boiling). A temperatures més elevades, s'assoleix un màxim en la transferència de calor (el flux crític de calor). La caiguda de la transferència de calor que es produeix a continuació s'explicaria per l'alternança de períodes d'ebullició nucleada amb altres períodes d'ebullició en pel·lícula.
A temperatures de la superfície calefactada encara més elevades, s'assoleix un règim d'ebullició en pel·lícula, hidrodinàmicament més tranquil. La quantitat de calor que travessa la pel·lícula de vapor per unitat de temps és petita, però creix lentament amb la temperatura. Si es donés el cas d'un contacte entre el líquid i la superfície calefactada, es desencadenaria un procés extremadament ràpid de nucleació d'una nova pel·lícula de fase vapor (nucleació espontània).

## Disciplines acadèmiques
Els fenòmens de transferència són generalment part del programa d'estudis d'enginyeria industrial, enginyeria química, enginyeria agrícola o enginyeria mecànica. Comunament, els coneixements sobre termodinàmica són una condició prèvia per l'estudi de la transmissió de calor, car les lleis de la termodinàmica són essencials per comprendre el mecanisme de la transferència de calor.
Altres disciplines relacionades amb la transmissió de calor inclouen la conversió d'energia, termofluids i transferència de matèria.
Els mètodes de transferència de calor s'utilitzen en les següents disciplines, entre altres: 
- Enginyeria d'automoció
- Sistemes electrònics
- HVAC
- Aïllament
- Processament de materials
- Enginyeria de centrals d'energia

### Llibres
- Holman, J. P.. Transferencia de calor (en castellà).  Compañía Editorial Continental, 1995. ISBN 978-968-26-0649-6.
- Kreith, Frank; Manglik, Raj M. Principles of Heat Transfer (en anglès).  Cengage Learning, 2016-10-11. ISBN 978-1-337-51692-1.
- Chapman, Alan Jesse. Fundamentals of Heat Transfer (en anglès).  Macmillan, 1987. ISBN 978-0-02-321600-8.

### Revistes
- Heat Transfer Engineering
- Experimental Heat Transfer
- International Journal of Heat and Mass Transfer
- ASME Journal of Heat Transfer Arxivat 2009-01-19 a Wayback Machine.
- Numerical Heat Transfer Part A
- Numerical Heat Transfer Part B
- Nanoscale and Microscale Thermophysical Engineering